# Atletismo nos Jogos Pan-Americanos de 1983 - Lançamento de disco feminino
A prova do lançamento de disco feminino nos Jogos Pan-Americanos de 1983 foi realizada em  Havana, Cuba.

## Medalhistas
| Ouro                    | Prata                            | Bronze                        |
| Maritza Martén CUB Cuba | Lorna Griffin USA Estados Unidos | Penny Neer USA Estados Unidos |

## Resultados
| Posição           | Nome           | Nacionalidade      | Marca | Notas |
| ----------------- | -------------- | ------------------ | ----- | ----- |
| Medalha de ouro   | Maritza Martén | CUB Cuba           | 59.62 |       |
| Medalha de prata  | Lorna Griffin  | USA Estados Unidos | 56.52 |       |
| Medalha de bronze | Connie Price   | USA Estados Unidos | 53.32 |       |
| 4                 | Yunaira Piña   | VEN Venezuela      | 43.52 |       |